# Karsai Elek
Karsai Elek (eredeti neve Klein) (Miskolc, 1922. június 14. – Budapest, 1986. május 23.) történész, szociológus, egyetemi docens, levéltáros. Az 1948–1990 közötti magyarországi történetírás egyik meghatározó alakja.

## Élete
Az Országos Rabbiképző Intézetben, majd a Budapesti Tudományegyetemen filozófiát, szociológiát és pszichológiát tanult. 1947-ben szociológiából szerzett bölcsészdoktori oklevelet. 1947–49 között a Budapesti Tudományegyetem társadalomtudományi intézetének tanársegéde. 1950-től a Magyar Országos Levéltár levéltárosa, majd főlevéltárosa, 1974-től a SZOT Központi Levéltárának igazgatója volt. Fő kutatási területe a két világháború közötti Magyarország és főként a második világháború időszakának története volt. 1966-ban SZOT-díjat kapott. Első felesége Karsai Lucia (született Widmar) volt (1949–1959), fiai Karsai László történész, valamint Karsai György színháztörténész. Második felesége Szemes Márta (1961–1986) volt.

## Munkái
- Gyermekmunka a gyáriparban a kapitalizmus kialakulásától az első világháború kezdetéig (Bp., 1947)
- A szocializmus útján a magyar nép szabadságáért (Bp., 1947)
- A fehér terror (Pamlényi Ervinnel, Bp., 1951)
- Az ellenforradalom hatalomra jutása és rémuralma Magyarországon 1919–1921 (összeáll., társszerk. Kubitsch Imre és Pamlényi Ervin, Bp., 1953)
- A magyar nép története, 2., 1849–1945 (társsz. Almási János és Pamlényi Ervin, Bp., 1954)
- A fasiszta rendszer kiépítése és a népnyomor Magyarországon 1921–1929 (összeáll., társszerk., Bp., 1956)
- Iratok az ellenforradalom történetéhez (társszerk., I–V., Bp., 1956–76)
- Vádirat a nácizmus ellen (Dokumentumok. Szerk. Benoschofsky Ilonával, I–II., III. kötet önállóan, IV. kötet Karsai Lászlóval Bp., 1958–67, 2014)
- Darutollasok. Szegedtől a királyi várig (Pintér Istvánnal, Bp., 1960)
- A berchtesgadeni sasfészektől a berlini bunkerig (Bp., 1961)
- „Országgyarapítás” – országvesztés (I–II, Bp., 1961)
- Iratok a Gömbös-Hitler találkozó történetéhez (Bp., 1962)
- „Fegyvertelen álltak az aknamezőkön…”. Dokumentumok a munkaszolgálat történetéhez Magyarországon 1939–1945 (I–II, Bp., 1962)
- A budai Sándor-palotában történt 1919–1941 (Bp., 1963)
- A budai vártól a gyepűig 1941–1945 (Bp., 1965)
- Számjeltávirat valamennyi magyar királyi követségnek (Bp., 1969)
- A felszabadulás krónikája (M. Somlyai Magdával, Bp., 1970)
- Sorsforduló. Iratok Magyarország felszabadulásának történetéhez, 1944. szept.–1945. ápr. (szerk. M. Somlyai Magdával, I–II, Bp., 1970)
- Ítél a nép (Bp., 1977)
- Szálasi naplója (Bp., 1978)
- A Szálasi-per (Karsai Lászlóval, Bp., 1988).